# 荒木肇
荒木 肇（あらき はじめ、1951年10月14日-)は、神奈川県横浜市在住の教師・文筆家。
主に自衛隊や教育に関する著書を手掛けている。2001年に陸上幕僚長から感謝状を付与された。

## 経歴
東京都新宿区生まれ。私立開成高等学校卒業。横浜国立大学大学院教育学修士課程修了。
横浜市立学校教員。川崎市立小学校教員。聖ヶ丘教育福祉専門学校講師。生涯学習研究センター常任理事。

## 著書
- 『自衛隊という学校』
- 『続・自衛隊という学校』
- 『指揮官は語る』
- 『自衛隊就職ガイド』
- 『学校で教えない自衛隊』
- 『学校で教えない日本陸軍と自衛隊』
- 『子供に嫌われる先生』
- 『東日本大震災と自衛隊-自衛隊はなぜ頑張れたか-』

いずれも(並木書房)刊。
| スタブアイコン | サブスタブ | この項目は、まだ閲覧者の調べものの参照としては役立たない、文人（小説家・詩人・歌人・俳人・作詞家・作家・放送作家・随筆家（コラムニスト）・文芸評論家）に関連した書きかけの項目です。この項目を加筆・訂正などしてくださる協力者を求めています（P:文学/PJ:作家）。 |